# Richard Teßmer

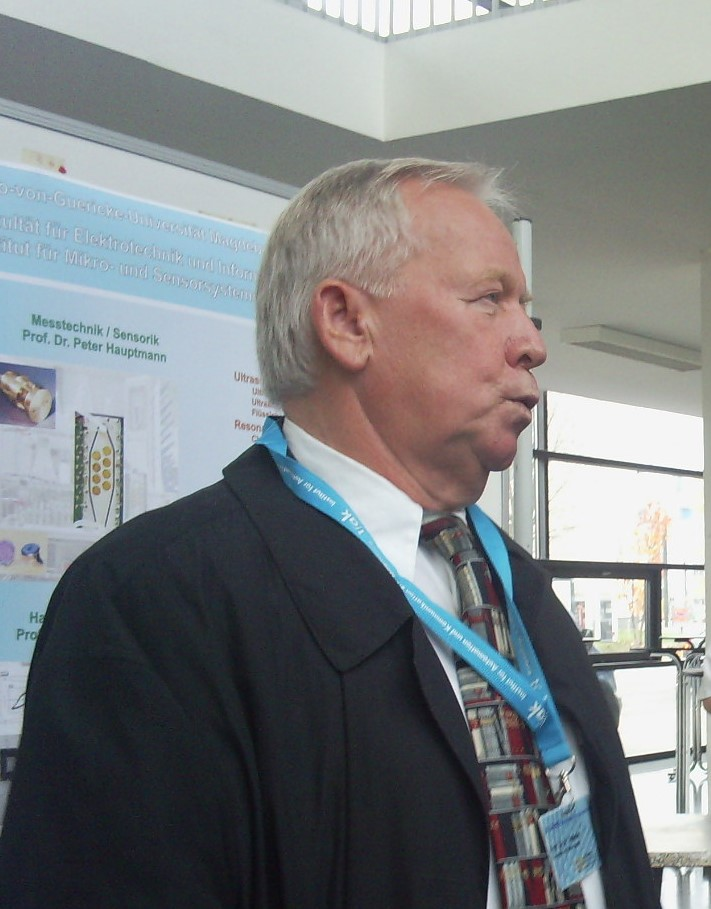
Richard Teßmer bei der Tagung ‘50 Jahre Elektrotechnik an der TH Magdeburg‘ (2008)

Richard Teßmer  (* 1941 in Kolberg) ist ein deutscher Ingenieur und Professor für Elektrotechnik. Er gehört zu den Pionieren des Mikrorechnereinsatzes für Elektroantriebssysteme mit innovativen Anwendungen und ist Förderer der Gründung des Max-Planck-Institut für Dynamik komplexer technischer Systeme. Er führte die Technische Universität Magdeburg in den Jahren der politischen Wende seit Anfang 1990 als Rektor, die Gründung der Otto-von-Guericke-Universität Magdeburg wurde während seiner Amtszeit vorbereitet.

## Leben
Richard Teßmer wurde in Kolberg in der heutigen polnischen Woiwodschaft Westpommern mit der Verwaltungshauptstadt Stettin geboren. Nach dem Ende des Zweiten Weltkrieges kam seine Familie in die Sowjetische Besatzungszone. Von 1947 bis 1955 besuchte er eine Grundschule und anschließend absolvierte er bis 1958 eine Berufsausbildung als Elektriker. Hieran schloss er ein Studium an der Ingenieurschule für Elektrotechnik  in Velten-Hohenschöpping bei Berlin an, das er 1961 als Ingenieur (Ing.) für Elektrotechnik abschloss.
Sein Berufseinstieg erfolgte danach an der 1953 gegründeten Hochschule für Schwermaschinenbau Magdeburg  (seit 1961 Technische Hochschule Magdeburg, seit 1987 Technische Universität, seit 1993 Otto-von-Guericke-Universität) als Laboringenieur im Institut für Elektrotechnik (Direktor: Ernst Stumpp). Hier nahm er zugleich auch die Gelegenheit wahr und qualifizierte sich auf dem Wege eines Fernstudiums  neben seiner beruflichen Tätigkeit zum Diplom-Ingenieur (Dipl.-Ing.) für Elektrotechnik. Anschließend arbeitete er als wissenschaftlicher Assistent, später als Oberassistent am Institut für Elektrotechnik der TH Magdeburg. Im Zuge der Dritten Hochschulreform von 1968 wurde an der TH Magdeburg die Sektion Technische Kybernetik und Elektrotechnik (TK/ET)  gegründet (Gründungsdirektor: Heinz Töpfer). Hierbei wurde das bisherige Institut für Elektrotechnik in den Wissenschaftsbereich Elektrotechnik überführt, dessen Leitung an Johannes Vogel übertragen wurde.
Seit Anfang der 1970er Jahre befasste sich Teßmer in seinen Forschungsarbeiten intensiv mit dem Mikrorechnereinsatz für Elektroantriebssysteme für innovative Anwendungen, z. B. für rotierende Scheren zum Einsatz in Stahlwalzwerken. Auf diesem Gebiet fertigte er auch seine Dissertation an, die er vor der Fakultät für Technische Wissenschaften der TH Magdeburg verteidigte und somit 1973 zum Doktor-Ingenieur (Dr.-Ing.) promovierte.
Teßmer bekam eine Berufung zum Hochschuldozenten (entspricht C3-Professor) für das Fachgebiet Elektrotechnik an der damaligen TH Otto von Guericke Magdeburg, Sektion TK/ET (Sektionsdirektor: Reinhold Krampitz). Er verteidigte 1982 seine Habilitation (Promotion B) zur Automatisierung mit Mikrorechnern für den Einsatz im Maschinenbau.
Nach einem Zusatzstudium in der Sowjetunion sowie nach einer Industrietätigkeit kehrte Teßmer an die TH Magdeburg zurück und wurde als ordentlicher Professor für Elektrotechnik berufen. Über 20 Doktoranden, mehr als 100 Diplomanden sowie viele Forschungsstudenten und Hilfswissenschaftler betreute er als Hochschullehrer. Er war Gutachter für zahlreiche Dissertationen und Habilitationsschriften.
Teßmer wurde dann in der Nachfolge von Reinhold Krampitz als Direktor der Sektion Automatisierungs- und Elektrotechnik bestellt und übte diese Funktion bis Anfang 1990 aus. Im Januar 1990 wählte ihn der Wissenschaftliche Rat zum Rektor der TU Magdeburg in der Nachfolge von Reinhard Probst, der dieses Amt seit 1976 ausgeübt hatte.

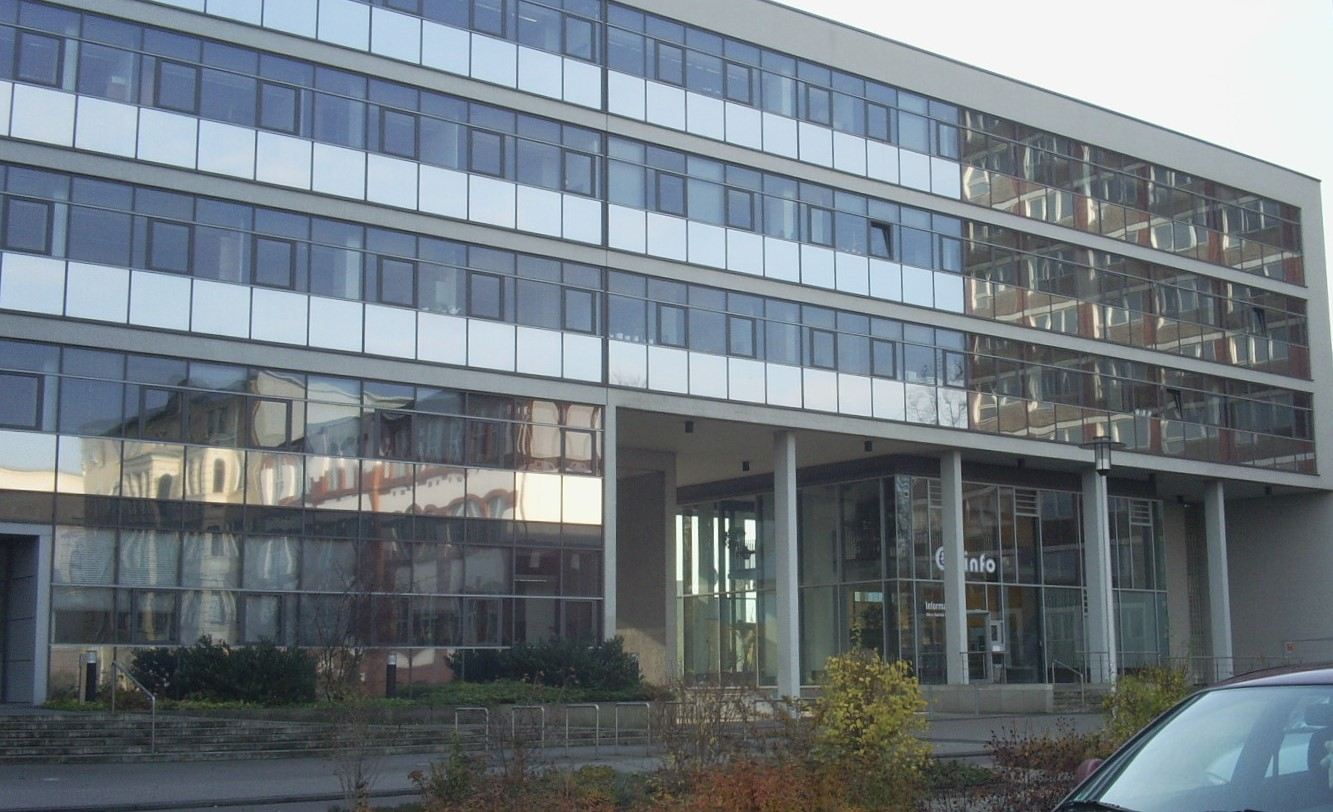
Fakultät Elektrotechnik und Informationstechnik, als Tor zur Otto-von-Guericke-Universität

Im Zuge der deutschen Wiedervereinigung setzte sich Teßmer als Rektor engagiert für die Neustrukturierung der akademischen Einrichtungen in Magdeburg ein. Seine Zielvorstellung war die Gründung einer Volluniversität Magdeburg, die aus den bestehenden Institutionen der Technischen Universität Magdeburg, der Medizinischen Akademie Magdeburg und der Pädagogischen Hochschule Magdeburg gebildet werden sollte. Er arbeitete hierzu mit den verschiedenen akademischen Gremien dieser Einrichtungen eng zusammen. Insbesondere mussten die Fakultäten neu gebildet und innerhalb dieser wiederum Institute gegründet werden. So entstand u. a. eine Fakultät Elektrotechnik und Informationstechnik, bei deren Aufbauprozess sich Ulrich Korn stark engagierte, der dann 1992/93 als Prodekan und 1994/98 als Dekan wirkte. Diese neuen Fakultäten sorgten für die Entwicklung und Weiterentwicklung ihres Lehr- und Forschungsprofils. Insbesondere hat sich Teßmer, in enger Zusammenarbeit mit Ulrich Korn, der später durch den Dekan Maschinenbau Wolfgang Poppy unterstützt wurde, auch für ein neu zu gründendes Max-Planck-Institut für Dynamik komplexer technischer Systeme in Magdeburg eingesetzt (Gründungsdirektor: Ernst Dieter Gilles, Institutsdirektor für Systemdynamik und Regelungstechnik an der Universität Stuttgart).
Neue interdisziplinäre Studiengänge wie Wirtschaftsingenieurwesen für Elektrotechnik, Energietechnik und Informationstechnologie wurden während seines Rektorats in enger Zusammenarbeit mit dem neuen ingenieurwissenschaftlich geprägten Max-Planck-Institut konzipiert und eingeführt, die den Anforderungen der Wirtschaft gerecht werden. Planung und Baubeginn des Fakultätsgebäudes für „Elektrotechnik und Informationstechnik“ als neues Tor zur neuen Universität am Universitätsplatz/Walther-Rathenau-Straße, fallen ebenfalls in seine Amtszeit als Rektor.

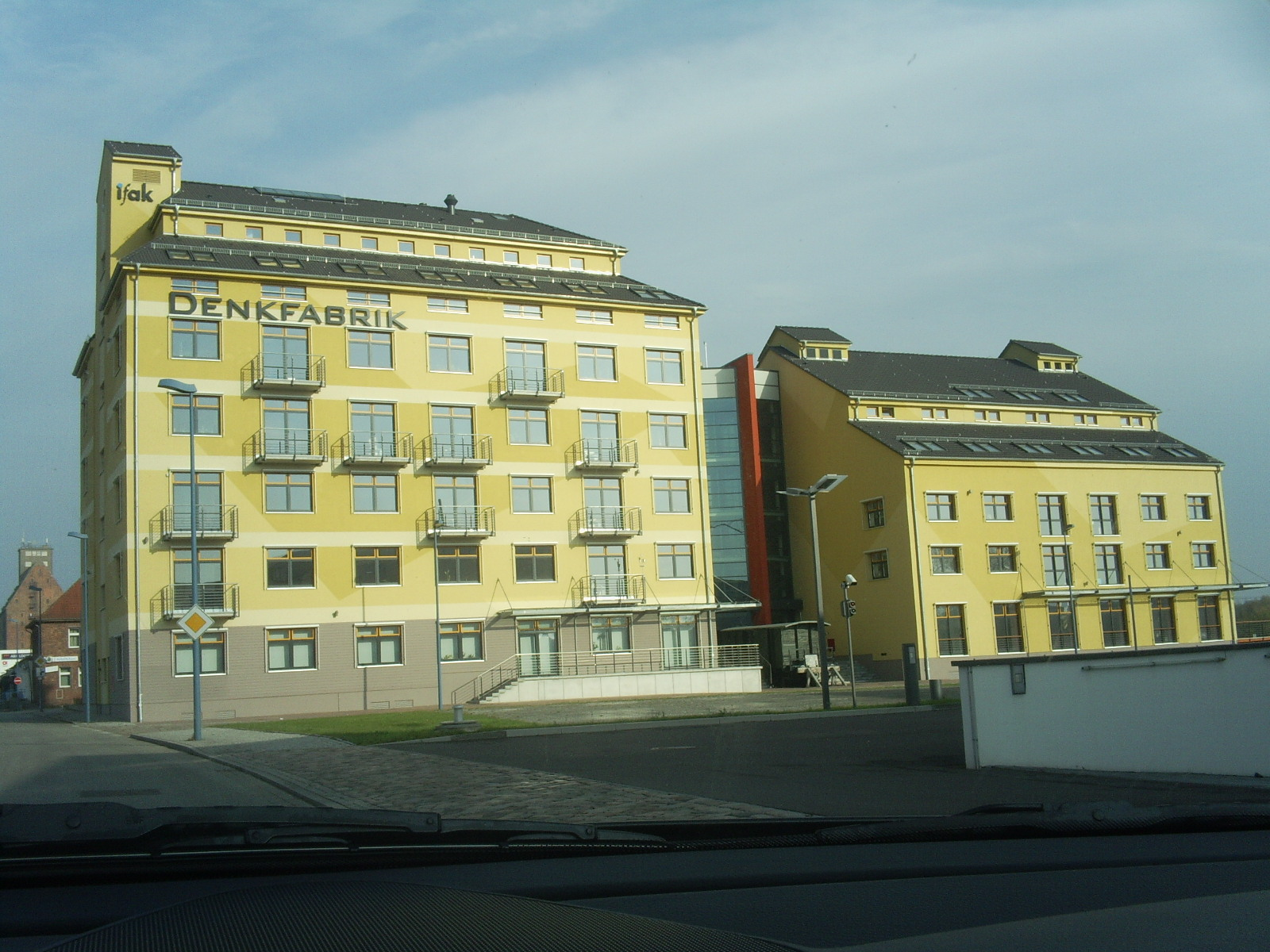
Institut für Automation und Kommunikation (ifak), Denkfabrik im Magdeburger Wissenschaftshafen, 2008

Weiterhin wurde unter dem Rektorat von Teßmer die Gründung eines An-Instituts vorbereitet. 1991 wurde unter der Verantwortung von Peter Neumann das „Institut für Automation und Kommunikation (ifak)“ als selbstständiges ingenieurwissenschaftliches Forschungsinstitut in der Landeshauptstadt von Sachsen-Anhalt gegründet und hat seitdem eine stetige Entwicklung sowie seinerseits Ausgründungen erfahren (Leitung: Ulrich Jumar). Es ist inzwischen Mitglied der Deutschen Forschungsgemeinschaft Konrad Zuse e. V. mit ihren deutschlandweit mehr als 70 Instituten. Sein Hauptgebäude hat das ifak in der „Denkfabrik“ im Wissenschaftshafen Magdeburg.
Die Otto-von-Guericke-Universität Magdeburg wurde offiziell am 3. Oktober 1993 gegründet. Die Vorbereitung der Berufung zahlreicher neuer Universitätsprofessoren auf neu zu bildende Lehrstühle begann gleichfalls in der Amtszeit von Teßmer. Die angefangenen Aktivitäten von Teßmer hinsichtlich der Universitätsbildung wurden von seinem Nachfolger Harald Böttger intensiv fortgesetzt, der dieses Amt zunächst von 1992 bis 1993 innehatte und dann nochmals von 1996 bis 1998.
Teßmer war nach seiner Amtszeit als Rektor ab 1992 besonders mit dem Aufbau internationaler Bildungs- und Wissenschaftsbeziehungen zur Universität Donezk befasst. Gemeinsam mit dem Industriepartner Siemens in Deutschland wurde das Ziel verfolgt, Ingenieurstudenten der Automatisierungstechnik/Elektrotechnik dieser Universität vor Ort in deutscher Sprache auszubilden, um gezielt Kooperationspartner für die deutsche Elektroindustrie heranzubilden. Hierzu wurde eigens eine deutschsprachige Fakultät an der Universität Donezk gegründet. Gründungsdekan wurde der dortige Automatisierungsprofessor Alexander Chorchordin, ein ehemaliger Doktorand in der Automatisierungstechnik bei Werner Kriesel an der TH Magdeburg gegen Ende der 1970er Jahre.
Das Europäische Bildungswerk für Beruf und Gesellschaft (EBG) e.V.   in Magdeburg geht auf eine Initiative und die Mitwirkung von Teßmer als Mitglied des Vorstandes zurück. Als Präsidiumsmitglied und Vizepräsident wirkt Teßmer auch im Europäischen Verband Beruflicher Bildungsträger (EVBB) , der sich seit 1992 mit seinem Programm für lebenslanges Lernen engagiert. Richard Teßmer wurde für seine wissenschaftsorganisatorischen Leistungen mit einem Ehrendoktor (Dr. h. c.) gewürdigt. Aus seinem akademischen Umfeld sind namhafte Industriefachleute, Wissenschaftler und mehrere Professoren hervorgegangen.